# دوشان ترانچیک
دوشان ترانچیک (اسلواکی: Dušan Trančík؛ زادهٔ ۲۶ نوامبر ۱۹۴۶) کارگردان فیلم و فیلم‌نامه‌نویس اهل کشور اسلواکی است.
از فیلم‌ها یا برنامه‌های تلویزیونی که وی در آن نقش داشته‌است می‌توان به باغ اشاره کرد.